# Osmołowo (obwód miński)
Osmołowo (biał. Асмолава, Asmoława; ros. Осмолово, Osmołowo) – wieś na Białorusi, w obwodzie mińskim, w rejonie nieświeskim, w sielsowiecie Łań.

## Historia
W Rzeczypospolitej Obojga Narodów znajdowało się w województwie nowogródzkim, w powiecie słuckim.
W XIX i w początkach XX w. położone było w Rosji, w guberni mińskiej, w powiecie słuckim, w gminie Łań. Znajdował się tu wówczas meczet.
W dwudziestoleciu międzywojennym wieś i okolica szlachecka leżące w Polsce, w województwie nowogródzkim, w powiecie nieświeskim, w gminie Łań. W 1921 wieś liczyła 364 mieszkańców, zamieszkałych w 68 budynkach, w tym 359 Białorusinów i 5 Polaków. 359 mieszkańców było wyznania prawosławnego i 5 rzymskokatolickiego. Okolica liczyła zaś 92 mieszkańców, zamieszkałych w 15 budynkach, w tym 67 Białorusinów, 24 Polaków i 1 Żyda. 62 mieszkańców było wyznania prawosławnego, 29 rzymskokatolickiego i 1 mojżeszowego.
Po II wojnie światowej w granicach Związku Sowieckiego. Od 1991 w niepodległej Białorusi.

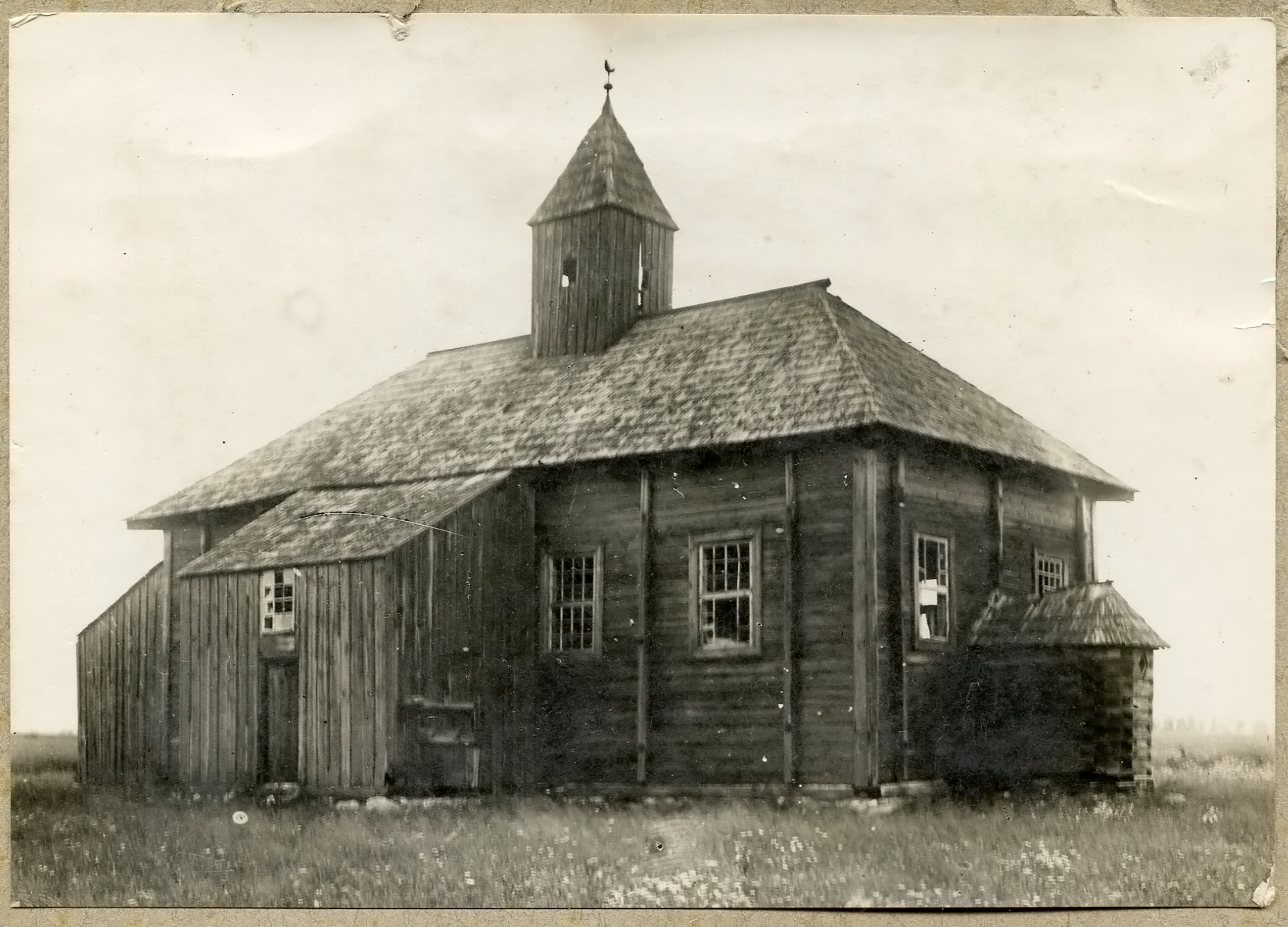
meczet w Osmołowie (1917)
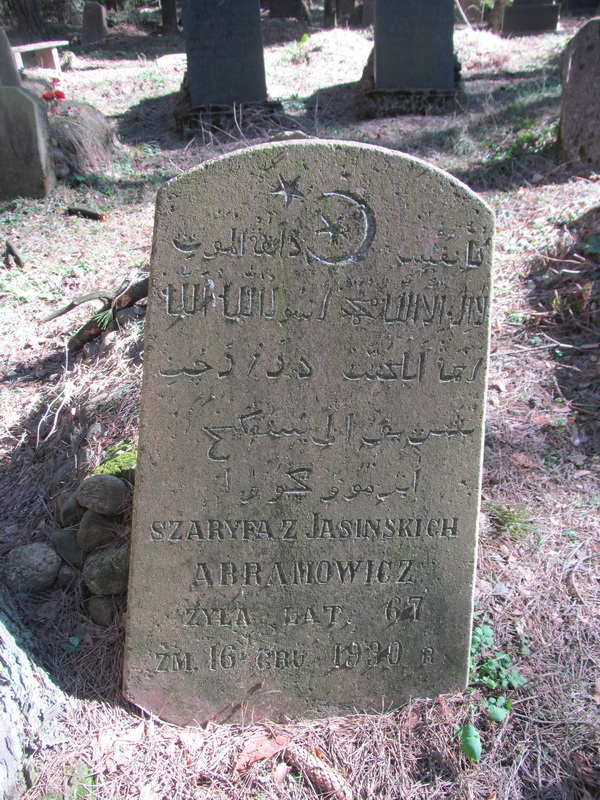
mizar tatarski w Osmołowie
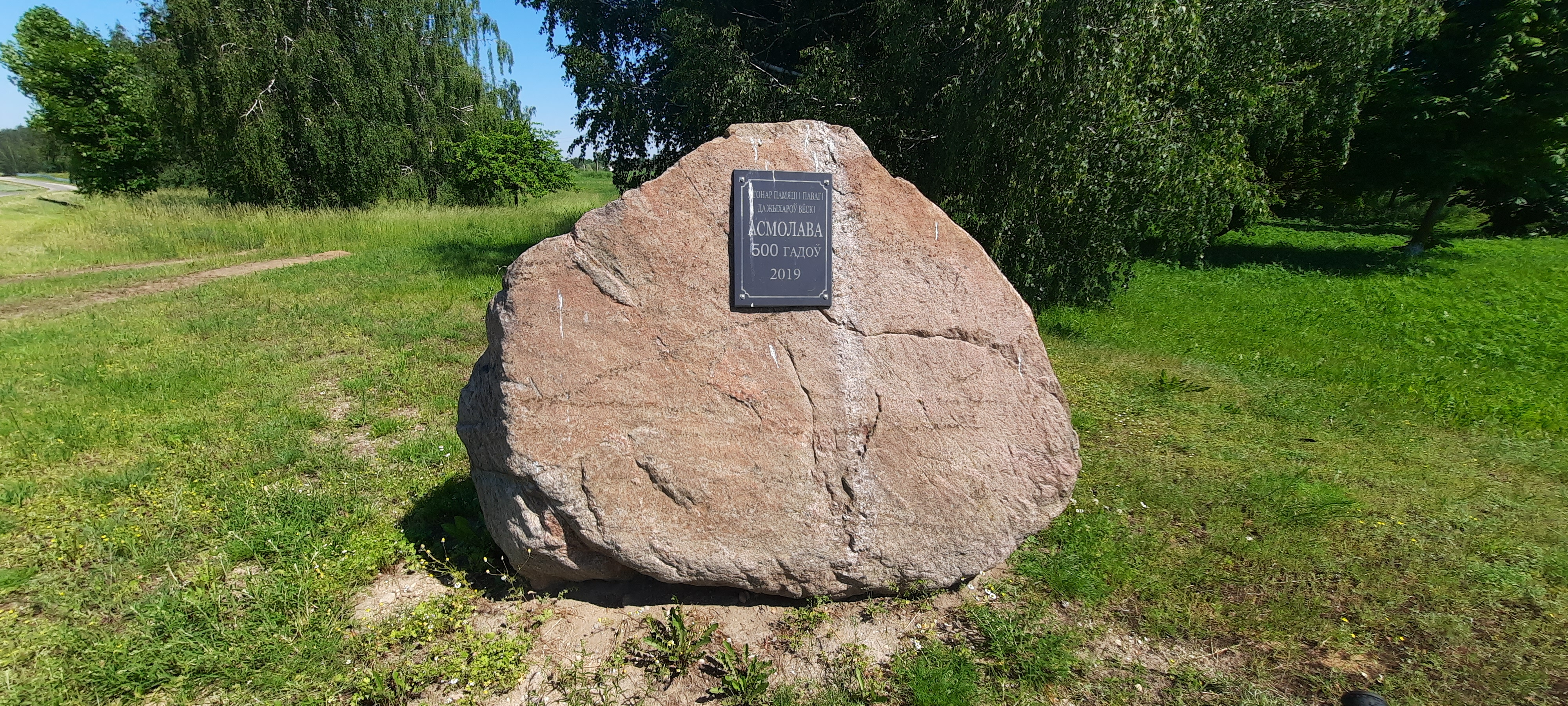
pomnik 500-lecia Osmołowa